# اوت (کمون)
اوت (به فرانسوی: Authe) یک کمون در فرانسه است که در canton of Le Chesne واقع شده‌است. اوت ۹٫۴۷ کیلومتر مربع مساحت دارد ۱۷۲ متر بالاتر از سطح دریا واقع شده‌است.